# Provesano
Provesano ist eine Ortschaft, die zur Gemeinde San Giorgio della Richinvelda in der italienischen Region Friaul-Julisch Venetien gehört. Zu den historischen Bauwerken der Ortschaft zählt u. a. die Leonhardskirche.

## Persönlichkeiten
- Pim Fortuyn liegt in Provesano begraben.